# Лэйчжоу
Лэйчжо́у (кит. упр. 雷州, пиньинь Léizhōu) — городской уезд городского округа Чжаньцзян провинции Гуандун (КНР).

## История
Во времена империи Суй в 589 году из уезда Сюйвэнь был выделен уезд Хайкан (海康县). Во времена империи Тан в 634 году была образована Лэйчжоуская область (雷州), власти которой разместились в уезде Хайкан. Во времена империи Сун Лэйчжоуская область была в 971 году преобразована в Лэйчжоуский военный округ (雷州军).
После монгольского завоевания и образования империи Юань в 1280 году был создан Лэйчжоуский регион (雷州路). После свержения власти монголов и образования империи Мин «регионы» были переименованы в «управы» — так в 1368 году появилась Лэйчжоуская управа (雷州府). После Синьхайской революции в Китае была проведена реформа структуры административного деления, в ходе которой управы были упразднены, поэтому в 1912 году Лэйчжоуская управа была расформирована.
После того, как эти земли вошли в состав КНР, был образован Специальный район Наньлу (南路专区), и уезд вошёл в его состав. В августе 1950 года Специальный район Наньлу был переименован в Специальный район Гаолэй (高雷专区).
В 1952 году административное деление провинции Гуандун было изменено: были расформированы специальные районы, и уезд вошёл в состав Административного района Юэси (粤西行政区). В 1955 году было принято решение об упразднении административных районов, и в 1956 году уезд вошёл в состав Специального района Чжаньцзян (湛江专区).
В январе 1959 года уезды Ляньцзян, Суйси и Хайкан были объединены в уезд Лэйбэй (雷北县). В ноябре 1960 года уезд Лэйбэй был переименован в Лэйчжоу. В марте 1961 года решение о создании уезда Лэйбэй/Лэйчжоу было отменено, и три уезда были восстановлены в прежних границах.
В 1970 году Специальный район Чжаньцзян был переименован в Округ Чжаньцзян (湛江地区).
В сентябре 1983 года город Чжаньцзян и округ Чжаньцзян были объединены в городской округ Чжаньцзян.
26 апреля 1994 года уезд Хайкан был преобразован в городской уезд Лэйчжоу.

## Административное деление
Городской уезд делится на 18 посёлков.